# Potok pod Wysoki Dział
Potok pod Wysoki Dział, Potok Wysoki Dział – potok, prawy dopływ Białego Potoku.
Potok płynie na północnych stokach Pienin Czorsztyńskich. Wypływa z położonego na wysokości 664 m źródła w dolinie wciosowej między szczytem Wysoki Dział (731 m) i bezimiennym i niewybitnym wierzchołkiem 671 m. Spływa w kierunku północno-zachodnim i na wysokości około 500 m uchodzi do Białego Potoku.
Cała zlewnia potoku znajduje się w obrębie miejscowości Krościenko nad Dunajcem, w województwie małopolskim, w powiecie nowotarskim, w gminie Krościenko nad Dunajcem, w całości na obszarze Pienińskiego Parku Narodowego i obejmuje tereny porośnięte lasem.

## Źródło Potoku pod Wysoki Dział
Jest to źródło zboczowe, znajdujące się na dnie wyraźnej depresji terenu, wcinającej się w za-
chodni stok Wysokiego Działu. Wypływa. Wypływ w zwietrzelinie, w której przeważa rumosz wapienno-fliszowy. Nieco poniżej źródła odsłaniają się utwory
formacji wapienia pienińskiego należące do jednostki braniskiej. Pod względem rodzaju zasilania jest to źródło szczelinowe, ale bardzo wydajne, istnieją więc przesłanki by zaliczyć go do źródeł krasowo-szczelinowych. Wymiana wody w zbiorniku zasilającym źródło trwa jest szybka i trwa od 6 do 12 miesięcy.